# Jónás János
Jónás János (Kiskunhalas, 1848. november 4. – Eperjes, 1911. január 3.) úttörő pedagógus és kereskedelmi akadémiai igazgató.

## Életútja
Zsidó vallású szegény sorsú szülők gyermeke. 1858-ban az akkoriban újon megválasztott orthodox rabbi házába és pár év múlva a balassagyarmati rabbiiskolába került, hogy belőle is a vallás hirdetője legyen. De a fiú megismerkedvén a világi tudományokkal, ebbeli hajlamának akart élni; mivel azonban oktatója a profán dolgokkal való foglalkozását tűrni nem akarta, három hónap múlva hazatért. Három évet minden irány nélkül való tanulással töltött el és súlyos betegségbe esett; minek következtében az orvosok eltiltották őt a tanulástól és Jónás szüleinek lisztüzletében segédkezett, szabad óráiban pedig mohón olvasta a magyar írók műveit. Később a halasi református gimnázium egyik tanáránál, Csontó Lajosnál, rendszeres magánoktatást vett a gimnázium tantárgyaiban és 1865 őszén magánvizsgálatot tett a gimnázium négy alsó osztályának tárgyaiból; azután mint rendes tanuló belépett az ötödik osztályba. Szilády Áron, a halasi református egyház lelkésze, pártfogásába vette az ifjút, aki 1865-66-ban magántanulás útján a VI. osztályt is elvégezte és 1868-ban az érettségi vizsgát is letette.
Ekkor Pesten beiratkozott az egyetem orvosi fakultásán; egyszersmind a bölcseleti karban a keleti nyelveket is tanulmányozta, de a megélhetés végett mellékesen fordítással is kellett foglalkoznia. Miután az orvosi tudomány nem felelt meg hajlamainak, néhány hónap múlva átlépett a bölcseleti karba, ahol főképp matematikát és fizikát hallgatott. Az első egyetemi év végén (1869) a berlini egyetemre ment. Többféle kenyérkereset mellett (ez időben volt a porosz igazságügyi minisztériumnak egyik fordítója a magyar hivatalos kiadványok részére, a berlini királyi törvényszéknek esküdt magyar tolmácsa, a Lehmann-féle Magazin für die Literatur des Auslandes munkatársa és Rákosi Jenő megbízásából Garibaldi regényének fordítója) a keleti nyelveken kívül históriát, filozófiát, etnográfiát, esztétikát és más tárgyú előadásokat hallgatott.
György Aladárnak, a berlini magyar egylet titkárának távozása után az egylet ügyeinek vezetését Jónás vette át. Eötvös József báró közoktatási miniszter 1870-ben 800 forintos állami ösztöndíjat juttatott számára, oly kikötéssel, hogy gimnáziumi szakokból tanárnak készüljön. Az 1870-71. évi háború kitörése rövid időre hazatérésre kényszerítette. De az új egyetemi év megnyitásakor a müncheni egyetemen históriai, nyelvészeti és irodalomtörténeti tanulmányokkal foglalkozott. Főképp a történelem vonzotta; Giesebrecht és Riehl szemináriumainak szorgalmas tagja lett. Benyújtott tanulmányai és az egyetemen tartott próba-előadása alapján bajor ösztöndíjat is nyert. Társadalmilag szorosabb összeköttetésbe lépett a szociálistákkal, levelezett Schultze-Delitschel és Bebellel. A müncheni magyar egyletnek csakhamar lelke lett és távozásakor, úgy, mint annak idején Berlinben is, az egylet dísztagjául választották meg honfitársai.
Az 1870-71-én nyári szemeszterét a lipcsei egyetemen töltötte, ahol a Münchenben megkezdett irányban folytatta tanulmányait, kiegészítvén azokat Roscher vezetése alatt beható közgazdasági tanulmányokkal. Személyes érintkezésbe lépett Bebellel is, valamint a szociálisták néhány más vezérével, de nem tudták rá csalogatni az agitationális irányra, csupán elméletileg tanulmányozta a nagy szociális kérdést. Ezalatt meghívást nyert rendes tanárnak szülővárosa református gimnáziumához és 1871. október 1-jén el is foglalta tanszékét. Egy évi tanári működése után elhagyta Halast, kiment Németországba menyasszonyához, de semmikép sem találván határozott célt és irányt a jövendőre nézve, visszatért Budapestre, ahol helyettes tanári állást nyert az evangélikus főgimnáziumban és egyszermind mint segédtanár működött a budapesti IV. kerületi polgári iskolánál.
1872. december 3-án Bécsben polgári házasságra lépett Burow Idával, akivel Berlinben ismerkedett meg. Egyházi áldást e frigy csak valamivel később nyert, mikor Jónás Török Pál szuperintendenstől megkereszteltetvén, végre külsőleg is áttért a református vallásra. Még 1872-ben összeköttetésbe lépett a budapesti kereskedelmi s iparkamarával, mely megbízta őt nagyobb kiadványai fordításával. 1874. elején a budapesti II. kerületi állami főreáliskolához helyettes tanárnak, majd Zilahra, az államtól átvett polgári iskolához neveztetett ki tanárnak. Ugyanez év nyarán ismét meghívást kapott a halasi  református főgimnázumhoz, melyet el is fogadott és ott 1876-ig működött. (1875. december 2-án megszerezte a tanári oklevelet.) 1876. szeptember 2-án a székesfehérvári főreáliskolához neveztetett ki rendes tanárnak.
1878 közepén a budapesti kereskedelmi s iparkamaránál fogalmazó lett. Közel hét és fél évig működött a kamaránál, mely idő alatt bejárta a kamarának akkor még egész Közép-Magyarországra kiterjedő kerületét, behatóan tanulmányozván a fővárosnak és a kerületnek közgazdasági s különösen ipari viszonyait. Szerzett ismereteit a kamara évi jelentéseiben és egyes kereskedelmi s ipari kérdésekről a kormányhoz felterjesztett emlékirataiban érvényesítette. Már 1879-ben a budapesti kereskedelmi akadémiánál is nyert segédtanári tanszéket, később pedig ezen intézetnek titkára lett. Munkásságát 1884-ben egy ideig az 1885. évi országos kiállítás előkészítésénél is igénybe vették, amennyiben mint a kiállítás nemzetközi bizottságának jegyzője működött. Az 1885. év elején Trefort Ágoston vallás- és közoktatásügyi miniszter kinevezte az akkor szervezés alatt lévő pozsonyi kereskedelmi akadémia igazgatójává.
Ismereteit és képességeit a társadalmi élet és a közművelődés érdekében is érvényesítette. Évenként többször tartott felolvasásokat a pozsonyi Toldi-körben, a kereskedők körében, a pozsonyi munkások Vorwäts c. egyletében, az országos középiskolai tanár egyesület pozsonyi körében, melynek alelnöke volt. Több évig külső bírálója volt az országos közoktatási tanácsnak; mint csoportbizottsági tag részt vett a kereskedelmi iskolák millenniumi kiállításának szervezésében; egyik kezdeményezője volt a pozsonyi ifjúsági játszótér megteremtésének. Alelnöke volt a pozsonyi Toldy-körnek, főgondnoka a pozsonyi református egyházközségnek, jegyzője a Pozsony városi szabadelvű pártnak. Tanártársai 1896. október 24-én ünnepelték huszonöt évi tanári jubileumát. A király 1897. január 22-én a tanügy terén szerzett érdemeinek elismeréseül a Ferenc József-rend lovagkeresztjét adományozta neki. Jónást úgy tekintik, mint a hazai kereskedelmi szakoktatás úttörő kezdeményezőjét.
Hunfalvy Pál kiadta a Nyelvtudományi Közleményekben (VII. 1868.) a Mohammed előtti korból származó Moallakat című arab költeménygyűjteményről írt tanulmányát, fordítási mutatványnyal: Amrau l'Kaisz és Tarafa költeményei); míg Dsámi persa költőnek Juszuf és Zuleika cz. kötelményéről írt tanulmányát és fordítását a Kisfaludy-társaságbanolvasta fel (megjelent a Budapesti Szemlében fordítási kisérlettel; Uo. XIV. 1869. Confucius élete és főbb tanai); egy politikai napilap számára 1869. fordította Dumás, A tűzsziget c. regényét; a Reformban (1870., 73., 76. sz. A színészet Persiában, ford. 215., 216. sz. A dráma kelet kulturnépeinél, 1871. tárczák, czikkek); Magazin für Literatur des Auslandesbe (1869-70 több könyvismertetést írt); a Tanáregylet közlönyében (V. 1872. Az ó-német Hildebrand ének, VIII. 1875. A modern nyelvek oktatása középtanodáinkban); a Magyar Tanügyben (II. 1873. Művészet és iskola); a Szegedi Hiradóban (1878. 19-21. sz. Rousseau János Jakab); több pedagógiai és közgazdasági cikke jelent meg a Nemzetben, Pester Lloydban és a Közgazdasági Szemlében; programmértekezése a székesfejérvári községi reáliskola Értesítőjében (1877. Az iskola és a család) sat.

## Munkái
- Indiai tündérmesék. Irta Vámbéry Armin, angolból ford. Pest, 1869. (2. jav. kiadás Bpest. 1881.)
- A szerzetes uralma, vagy Róma a XIX. században. Pest, 1870. (Garibaldi regénye, ford. névtelenül.)
- Az ókor története. Duncker Miksa munkájának 3. kiadása alapján a m. tudom. akadémia megbízásából ford. Bpest, 1876-78. Négy kötet. (A m. tudom. akadémia könyvkiadó-vállalata I. sorozat.)
- Német nyelvtan és olvasókönyv. (Deutsches Sprach- und Lesebuch.) Uo. 1876-79, Négy rész. (I 2. jav. kiadás. 1884, 3. k. 1892. II. 2. jav. k. 1890. Uo.)
- Uarda. Regény, Ebers György utánford. Bpest, 1878. Két kötet.
- Moritz Ballagi's Grammatik der ungarischen Spracha für Deutsche. 8. Auflage. Neu bearbeitet. Uo. 1881.
- A socialis kérdésről. Uo. 1882. (Németül: Uo. 1883.)
- Tanulmányok és javaslatok az életbiztosítási üzlet körül. Uo. 1883.
- Kereskedelmi és forgalom isme. Pozsony, 1886. (2. átdolg. kiadás. Uo. 1893.)
- Kereskedelmi irodai munkálatok. (Kaufmännische Comptoir-Arbeiten.) Uo. 1886. (kereskedelmi szakkönyvtár 1-8. 10-13. Havas Miksával együtt.)
- Az államilag segélyezett pozsonyi kereskedelmi akadémia Jelentései 1886 óta Uo.
- A kereskedelmi levelezés kézikönyve. Uo. 1887-89. Három kötet. (Kereskedelmi szakkönyvtár)
- Visszapillantás a pozsonyi első takarékpénztár ötven évi működésére 1842-1891. Az igazgatóság megbízásából. Uo. 1892. (Németül: Uo. 1892.)

Szerkesztette a Kereskedelmi Szakkönyvtárt 1886-90-ben Pozsonyban.